# 班凯泰
班凯泰（意大利语：Banchette），是意大利皮埃蒙特大区都灵省的一个市镇。人口3355(2010年12月31日)。

## 友好城市
- 法國塞普泰姆